# Championnat du Burkina Faso de football 2009
Navigation
Saison précédente Saison suivante
La saison 2009 du Championnat du Burkina Faso de football est la quarante-septième édition de la première division au Burkina Faso, organisée sous forme de poule unique, le Championnat National, où toutes les équipes se rencontrent deux fois au cours de la saison. En fin de saison, le dernier du classement est relégué et remplacé par le champion de deuxième division tandis que le club classé 13e affronte le deuxième de D2 en barrage de promotion-relégation.
C'est le club de l'ASFA Yennenga qui remporte la compétition cette saison après avoir terminé invaincu en tête du classement final, avec huit points d'avance sur le tenant du titre, l'Étoile Filante de Ouagadougou et dix-sept sur le Rail Club du Kadiogo. C'est le neuvième titre de champion du Burkina Faso de l'histoire du club, qui réussit le doublé en remportant la Coupe du Burkina Faso aux dépens de l'Union sportive des Forces armées.
Une fois encore, la fédération décide de réduire le nombre d'équipes basées dans la capitale Ouagadougou en fixant le maximum à cinq formations lors de la saison prochaine; par conséquent, le moins bon club de la capitale est directement relégué en deuxième division.

## Qualifications continentales
Deux places en compétitions continentales sont réservées aux clubs burkinabés : le champion se qualifie pour la Ligue des champions de la CAF 2010 tandis que le vainqueur de la Coupe du Burkina Faso obtient son billet pour la Coupe de la confédération 2010.

## Les clubs participants
| - Union sportive des Forces armées - Étoile Filante de Ouagadougou - ASFA Yennenga - ASF Bobo-Dioulasso - Racing Club de Bobo - AS Koupèla - Promu en Championnat National - Bobo Sports | - US Ouagadougou - Rail Club du Kadiogo - Union sportive du Yatenga - Bouloumpoukou FC - Sourou Sports - Promu en Championnat National - Union sportive de la Comoé - Commune Football Club |

## Compétition
Le barème de points servant à établir le classement se décompose ainsi :
- Victoire : 3 points
- Match nul : 1 point
- Défaite : 0 point

### Classement
| Rang | Équipe                           | Pts | J  | G  | N  | P  | Bp | Bc | Diff |
| ---- | -------------------------------- | --- | -- | -- | -- | -- | -- | -- | ---- |
| 1    | ASFA YennengaC                   | 60  | 26 | 17 | 9  | 0  | 39 | 8  | +31  |
| 2    | Étoile Filante de OuagadougouT   | 52  | 26 | 15 | 7  | 4  | 44 | 20 | +24  |
| 3    | Rail Club du Kadiogo             | 43  | 26 | 10 | 13 | 3  | 20 | 13 | +7   |
| 4    | Racing Club de Bobo              | 40  | 26 | 10 | 10 | 6  | 31 | 19 | +12  |
| 5    | Union sportive des Forces armées | 39  | 26 | 9  | 12 | 5  | 30 | 20 | +10  |
| 6    | Commune Football Club            | 37  | 26 | 8  | 13 | 5  | 21 | 16 | +5   |
| 7    | US Ouagadougou                   | 36  | 26 | 9  | 9  | 8  | 27 | 20 | +7   |
| 8    | Bobo Sports                      | 36  | 26 | 9  | 9  | 8  | 25 | 28 | -3   |
| 9    | Union sportive de la Comoé       | 30  | 26 | 8  | 6  | 12 | 13 | 24 | -11  |
| 10   | Sourou SportsP                   | 22  | 26 | 4  | 10 | 12 | 15 | 21 | -6   |
| 11   | AS KoupèlaP                      | 22  | 26 | 3  | 13 | 10 | 8  | 23 | -15  |
| 12   | Bouloumpoukou FC                 | 21  | 26 | 4  | 9  | 13 | 13 | 34 | -21  |
| 13   | Union sportive du Yatenga        | 19  | 26 | 3  | 10 | 13 | 12 | 28 | -16  |
| 14   | ASF Bobo-Dioulasso               | 19  | 26 | 3  | 10 | 13 | 10 | 34 | -24  |

|  | Qualification pour la Ligue des champions de la CAF 2010                      |
|  | Qualification pour la Coupe de la confédération 2010                          |
|  | Participation au barrage de promotion-relégation                              |
|  | Relégation directe en D2                                                      |
|  | T : Tenant du titre C : Vainqueur de la Coupe du Burkina Faso P : Promu de D2 |

- US Ouagadougou est relégué en deuxième division en tant que moins bon club de Ouagadougou.

### Matchs

#### Barrages de promotion-relégation
Un barrage est organisé afin d'avoir cinq clubs de Ouagadougou en première division puisque c'est un club de la capitale, AS SONABEL, qui remporte le championnat de deuxième division. Il affronte donc le 5e club de Ouagadougou au classement, à savoir Commune FC.
| Équipe 1        | Résultat      | Équipe 2   | Aller | Retour |
| --------------- | ------------- | ---------- | ----- | ------ |
| AS SONABEL (D2) | 1 - 1 tab 5-4 | Commune FC | 0 - 1 | 1 - 0  |

- L'AS SONABEL obtient sa promotion en Championnat National au détriment de Commune FC.

## Bilan de la saison
| Championnat du Burkina Faso de football 2009 |                                  |
| Champion                                     | ASFA Yennenga (9e titre)         |
| Coupes et trophées                           |                                  |
| Vainqueur de la Coupe du Burkina Faso 2009   | ASFA Yennenga                    |
| Qualifications continentales                 |                                  |
| Ligue des champions de la CAF 2010           | ASFA Yennenga                    |
| Coupe de la confédération 2010               | Union sportive des Forces armées |
| Promotions et relégations                    |                                  |
| Promus en Championnat National               | AS SONABEL                       |
| Promus en Championnat National               | AS Maya                          |
| Promus en Championnat National               | Sama Sport                       |
| Relégués en Deuxième division                | ASF Bobo-Dioulasso               |
| Relégués en Deuxième division                | Commune FC                       |
| Relégués en Deuxième division                | US Ouagadougou                   |